# Ib (ゲーム)
『Ib』（イヴ）は、kouriによって制作されたRPGツクール2000製のホラーアドベンチャーゲーム。2012年2月27日にフリーウェアとして公開され、最新版は2014年6月17日公開のver.1.07となっている。2022年4月11日にはリメイク版となるSteam版がPLAYISMより有料ソフトとして発売、2023年3月9日にNintendo Switch版も発売された。

## 概要
芸術家「ゲルテナ」の美術展が開かれている美術館を両親と訪れていた少女イヴが、迷い込んだ世界から脱出するために様々な謎解きをして物語を進めていくというストーリーの探索型ホラーゲームである。
エンディングは全7種（v1.07時点）のマルチエンディング制で、ゲーム内の行動によって分岐する。戦闘やアクション要素はなく、謎解きをメインにゲームを進めていく。公式サイトには攻略のヒントも掲載されている。美術作品や会話イベントなど、隅々まで調べることができ、やり込み要素が豊富である。v1.04以降は2周目から新たに登場する作品のギャラリーが追加されている。
作者のkouriは自身の提示したガイドラインを順守したものに限ってプレイ動画投稿や二次創作活動を容認しており、ファミ通.comの記事によるとpixivには当時（2012年6月11日）すでに2万点を超えるイラストが投稿されていたという。2012年にはTINAMIによる「『Ib』オールジャンルコンテスト」やpixivによる「Ib祭」が開催されている。
2013年11月にはアニメイトによる「アニくじ」の景品としてグッズが販売され、2014年2月1日にはオリジナルグッズの通販サイトGuertena Shop（ゲルテナショップ）が開設されている。また同年6月26日には、ムービックより全8種のフィギュアが発売されている。
2021年10月、kouriは有償版としてIbのリメイク版を2022年に発売することを発表した。このリメイクプロジェクトでは、グラフィックの描き直しやメアリーのテーマの新規作成などが行われている。2023年発売のNintendo Switch版はダウンロード版のほかに初めてパッケージ版も製作されることとなり、パッケージ版は通常版と豪華版の2種類を用意。ともに特典としてアートブックが付属するほか、豪華版は作中で登場するレースのハンカチを同梱する。Nintendo Switchの豪華版は3月9日の発売直後から欠品となっていたが、要望に応える形で再販が決定し3月17日から再販分の予約が開始された。
Nintendo Switch版の発売を記念して、2023年3月2日から12日まで渋谷PARCO B1F「GALLERY X BY PARCO」にて展覧会『ゲルテナ展』が開催されることが発表され、前売りの入場チケットは販売開始から約1時間で完売した。入場特典の「ゲルテナ展キービジュアル・アクリルスタンド」のプレゼントや、『ゲルテナ展』限定特典のB2サイズの「ゲルテナ展オリジナル作品一覧ポスター」がセットとなったNintendo Switchのパッケージ版、各種オリジナルグッズの販売も実施された。また、4月22日から5月7日までは名古屋PARCOで、5月12日から5月29日までは心斎橋PARCOでの『ゲルテナ展』が開催が発表され、3月29日から前売りの入場チケットの抽選販売が開始された。

## システム
作中の世界では主人公たちの命が一輪の薔薇として具現化されており、この花びらの枚数がヒットポイント（HP）の役割を果たす。水の入った花瓶に薔薇を活けるとHPを回復することができる。この薔薇が散ってしまうと命が尽きてゲームオーバーになる。また、ノートとペンがセーブポイントとなっている。

## 登場人物

### 主要人物
イヴ（Ib）
主なプレイヤーキャラクター。9歳の少女。茶髪に赤色の瞳、白いブラウスに赤いスカートとスカーフを着ている。
両親とともにワイズ・ゲルテナ展へ訪れたお嬢様。美術館でとある作品を見たことにより、謎の世界へ迷い込む。
無口であり、選択肢を通してギャリーやメアリーと会話する程度。まだ難しい漢字が読めず重いものも動かせない。誕生日に母親にもらったレースの白いハンカチを所持している。ハンカチには名前の「Ib」が刺繍されている。薔薇の色は赤色であり、花びらの枚数（HP）は最大5枚である。ウサギが好き。
ギャリー（Garry）
不思議な世界の中で出会う男性。20代。紫色の髪に三白眼、髪で左目が隠れている。ボロボロのコートを着ている。
序盤で青い服の女に薔薇を奪われて瀕死の状態のところをイヴに助けられ、行動を共にする。イヴの代わりに漢字を読んだり、重いものを動かしてくれる。
イヴ・メアリーと別行動の際およびv1.04以降で追加されたダンジョンでは、ギャリーを操作できる。薔薇の色は青であり、花びらの枚数（最大HP）が最大10枚である（リメイク版では7枚）。
長年使用しているライターとキャンディ、美術館に来た時間で停止した腕時計を所持している。
コートについては元がボロボロのデザインの物をさらに着古している。女性のような口調で話し、性格もやや女性的である。変なものに好かれやすい体質。趣味は散歩と隠れ喫茶店発掘。
ゲルテナの作品を破壊し続けると、ギャリー死亡ルートに進む。
メアリー（Mary）
不思議な世界の中で出会う、金髪碧眼の美少女。青いリボンのついた緑色のワンピースを着ている。人懐っこく明るい性格で、外の世界にいる父親に会いたがっている。ゲーム中盤から行動を共にする。イヴ同様、難しい漢字は読めず重いものも動かせない。
ギャリーと別行動になった際に、謎の世界の倉庫のような場所からパレットナイフを持ち出した。薔薇の色は黄色であり、花びらの枚数（最大HP）は不明。
正体はゲルテナ生涯最後の作品であり、ゲルテナの世界にある作品全ての妹にあたる。彼女が所持していたバラも実は造花。
それゆえに作品と会話することができ、作中ではそれでイヴ一行を助ける場面もあった。また、石像などの重い作品が通路を塞いでいても声を掛けることで道を譲ってもらうことも可能。
絵の外に出ることをずっと夢見ており、自分と入れ代わりで絵の世界に残ってくれる存在を探していたところでイヴ達と出会う。年の近いイヴを非常に気に入っている。
他キャラクターよりも彩度が高く、彼女が絵画であることを示唆している。
黄色やピンクが好きだが、青い色がもっと好きで、青い人形がお気に入り。
イヴ一行と途中まで行動を共にしていたが、正体がバレたことが切っ掛けで敵になり、パレットナイフを持ってイヴ一行を追いかけ回すようになる（但し青鬼のような鬼ごっこ要素は全くなく、メアリー本人はあくまでイベントでしか姿を見せない。その代わり、パンドラの箱を開けたイヴ一行の目の前を目掛けて画面外から不意討ちでパレットナイフを矢のように投げることはある）。本体のある部屋への侵入を阻止するためにおもちゃ箱の中に突き落とすなどの攻撃をするがそれでもイヴ一行は生きており、結局本体のある部屋への侵入を許してしまう。最期は部屋に入ったイヴ一行を始末しようとするもギャリーの機転で本体である絵画を燃やされたことに伴い自身も灰になり死亡した。
正史のルートでは以上の流れになるが、おもちゃ箱の中に自分も降りイヴのバラを人質にし、それと引き換えにギャリーから奪ったバラをちぎることでギャリーを殺害し無事に念願の外の世界に出れたルート、ギャリーの殺害には成功したものの結局イヴに始末されるルートも存在するほか、青い人形の部屋で心壊した二人を見捨てて自分一人だけ外の世界に行こうとするルート、見捨てられず外の世界に行くのを諦めイヴ達と三人仲良くゲルテナの世界に残るルートも存在する。
他の二人と違い基本的に操作できないが、例外としてv1.04以降に追加されたエンディング「とある絵画の末路」のルートに限り彼女を操作することができる。
ワイズ・ゲルテナ（Weiss Guertena）
イヴが訪れた美術館で開かれていた美術展「ゲルテナ展」で展示されている作品の作者で、絵画・彫刻など多くの作品を世に残した芸術家。物語開始時点ですでに故人である。性別ははっきりとは示されてはいないが、作品説明で「彼」と表記されている、メアリーから「お父さん」と呼ばれていることなどから、男性と推測されている。
作風は独特のもので、見る者を引きつける迫力と魅力を持つが、芸術家の中では比較的マイナーな部類に入る人物であり、小さな美術館でしか個展を開くことが出来ず、多くの作品は予算の関係上展示されることはない。ただある程度の財は築いていたらしく、生前は財産目当てで近づいてきた者もいたという。 また、実在の人物や物を描いた作品は余り作ることはなく、自画像を残すこともなかったとされる。

### 美術館の作品たち
謎の世界では美術館に展示されていた作品に加えて、展示されてないはずの作品も数多く登場する。この作品たちはイヴたちを謎の世界に留めるために自主的に行動しイヴたちを襲う。なお、女性の絵画はゲルテナの世界で「皆、花占いが好き」と紹介されている。
赤い服の女
右を向いた女性の横顔の絵画であり、美術館にも展示されていた作品。ゲルテナの愛人がモデルと言われていたが、実際はゲルテナの財産目当てで近づいてきた女性達をイメージしたもの。
描かれた範囲でしか外に出ることができないため、額縁をひきずりながら上半身が額縁から出た状態で這うように襲ってくる。服の色は赤以外にも青、黄、緑のものがいる。ギャリー初登場時に、青い服の女が彼の青い薔薇をむしっていた。彼女達は自分で扉を開けることはできないが、椅子を動かしたりガラスや壁を破ったりすることはできる。
ゲーム中では終始不気味な敵キャラクターとして登場する彼女だが､EDによっては頬杖をついて指で床を叩く、大人しくメアリーのパーティーに参加するなど人間くさい一面を見ることができるほか､メアリーには｢お姉ちゃん｣と慕われていることがわかる。
無個性
頭部がない黒いマネキンのような作品。女性型と男性型がいる。歩いて襲ってきたり、扉の前に立って通路を塞いだりする。女性型は普通に歩きながら、男性型は両手を挙げながら襲う。イヴやメアリーの力では動かせない程度に重い。
基本的に道を塞ぐ存在だが、v1.04以降のメアリールートにおいて、メアリーの言う事を聞いて自分から道を譲る一面を見せた。
青い人形
青地に赤い目をしていて、髪の毛はボサボサ。大きさや服の色には様々な種類がある。普通の人が見たときに嫌悪感を抱く気味の悪い姿をしており、イヴはメアリー編終盤になるまでこの人形がウサギの形に見えていた。ギャリーを絵画にしようとするメアリーと同じ目的で行動する。
失敗作
v1.04以降に追加されたダンジョンに登場する作品の一つ。オッサンのような姿をした人型の敵。
普段は大人しく絵画として展示されているが、イヴ一行がイベントを終わらせると実体化し、額縁を突き破り襲いかかってくるようになる。赤い服の女と似ている部分があるがあちらとは違い、容姿は頭部以外は完全に人間と瓜二つである。また、完全に額縁から全身の体が出ており個体として独立してしまっているため額縁をひきずることも一切ない。
顔の部分が黒く塗りつぶされているため目が見えておらず、それゆえに積極的に追い掛けることはおろか真っすぐ進むことすらできず動きも不規則だが、一度だけ扉を開けることはできる。
絵が実体化する、額縁を突き破るという特徴、額縁の破った跡の形、人間そっくりの容姿などメアリーを彷彿とさせる要素があるが関係性は不明。

## 用語
心壊
極度の精神的疲弊により幻覚が見えるようになり、最終的に「壊れて」しまうこと。本人はそれに対して無自覚である。

## エンディング
エンディングはv1.07現在、7つ存在している。このうちスタッフロールが流れるエンディングは「再会の約束」のみとなっている。なお、エンディングを迎えると真ゲルテナ展にキャラが出現する。
以下、正式なエンディングについて説明する。
ギャリーの死亡率が極端に低い場合はED1かED3、そこそこある場合はED2かED4に到達する。
再会の約束（ED1）
ギャリーと共にゲルテナの世界を脱出し、その後美術館内で再会を果たすところまでは後述する「片隅の記憶（ED3）」と同じ。
このエンディングの条件は、ギャリーの好感度をひたすら上げ、かつメアリーの額縁を燃やした際にガラスの破片で怪我をしたギャリーにハンカチを渡すこと。
イヴと別れようとした際、ギャリーは自分のポケットからハンカチを見つける。そのハンカチには「Ib」と刺繍がされており、イヴはそのハンカチは自分の物だと主張する。そのハンカチについた血を見た時、ギャリーはゲルテナの世界での出来事を思い出す。ここで選択肢が出現する。「覚えていない」を選んだ場合は、自分のポケットから見慣れないレモン味のキャンディを見て、ゲルテナの世界での出来事を思い出すが、「思い出した」を選んだ場合はこの下りが丸々カットされる。
ゲルテナの世界での出来事を思い出した二人。ギャリーは、血の付いたハンカチをこのまま返すのは申し訳ないと思い、綺麗に洗濯してイヴに返すことを約束する。二人は再会の約束を交わし、別れる。
トゥルーエンドであり、ハッピーエンドだが、最も見ることが難しい。トゥルーエンドだけに唯一エンディング曲がついており、スタッフロールも流れる。このエンディングを迎えると真ゲルテナ展にギャリーが出現するほか、更に真ゲルテナ展で曲選択が出来るようになるという特典もついてくる。
いつまでも一緒（ED2）
探索途中でギャリーの薔薇がメアリーに奪われるところまでは後述する「忘れられた肖像（ED4）」と同じ。このエンディングの条件はメアリーを燃やさずにゲルテナの世界を脱出することである。
イヴが現実世界に戻ると、両親が見知らぬ女の子と話している。まるでメアリーのようなその少女は、ずっと前からイヴの家族であったかのように振る舞っている。
帰りの車でイヴは自分のポケットにレモン味のキャンディ（又はライター）が入っていることに気付くが、なぜそんなものを持っているのかを思い出すことはない。ライターを持っているとメアリーに捨てられてしまい、キャンディを持っているとメアリーに食べられてしまう。
メアリーと一緒に外の世界に出られる唯一のエンディングであり、ノーマルエンドのひとつではあるが実質バッドエンド。後述する「忘れられた肖像（ED4）」とは違い、彼の絵画は出現していない。このエンディングを迎えると真ゲルテナ展にメアリーが出現するようになる。
片隅の記憶（ED3）
ギャリーと共に現実世界とゲルテナの世界を繋ぐ絵画「絵空事の世界」の中に飛び込み、現実世界への脱出に成功する。現実世界へ戻ってきたイヴは気がつくと美術館内を一人で彷徨っており、ゲルテナの世界で起きたことを覚えていない。その後現実世界の美術館内で薔薇の像を鑑賞するギャリーと再会を果たすが、お互いにゲルテナの世界の記憶を失くしており、数言交わしたのちに別れ、ギャリーは一人で、イヴは入れ違う形で来たママと一緒に他の作品を見に行く。
ハッピーエンドであり、前述した再会の約束のノーマルエンド版といえる。このエンディングを迎えると真ゲルテナ展にママが出現するようになる。
忘れられた肖像（ED4）
探索途中でギャリーの薔薇がメアリーに奪われ、かつメアリーを燃やすことでイヴがゲルテナの世界を脱出した場合、このエンディングが現れる。
ギャリーの仇討ちを済ませた上で一人現実世界に戻ってくることに成功するイヴであったが、ゲルテナの世界のことは何一つ覚えていない。ゲルテナの世界に迷い込む前にギャリーが美術館で鑑賞していた「吊るされた男」という絵が、「忘れられた肖像」というギャリーによく似た男性を描いた絵に替わっている。しかしイヴは思うところがあったのか一瞬立ち止まることこそあったものの、結局ギャリーを思い出すことはなく、迎えに来たママと一緒に一階に行き家族全員で他の作品を見に行く。
ノーマルエンドのひとつではあるが、ギャリーにとってはバッドエンドである。このエンディングを迎えると真ゲルテナ展にパパが出現するようになる。
以下のエンディングはバッドエンドである。これらのエンディングは迎えてもセーブ出来ず真ゲルテナ展にも行けない。また、真ゲルテナ展にキャラが出現することもない。これらのエンディングの共通点として物語の途中で到達する、イヴが脱出できずに終わるなどの共通点がある。
ED6とED7はイヴが不吉な絵を見て、ギャリーがマネキンを壊し貼り紙も剥がし、それ以外の彼の死亡率も上げた状態で、かつ青い人形の部屋からの脱出に失敗した場合に発生する。条件を満たすと青い人形の部屋にミドリのウサギが出現しなくなるほか、詰み防止のためかセーブもできなくなる。
ひとりぼっちのイヴ（ED5）
他のキャラクターの生死およびイヴの行動によって何パターンか存在するが、いずれもイヴだけがゲルテナの世界に取り残される結末になっている。バッドエンド。
ようこそゲルテナの世界へ（ED6）
ギャリーとイヴが極度の精神疲労で動けなくなってしまい、二人を見捨てて外に出るところまでは後述する「ある絵画の末路（ED7）」と同じ。
このエンディングの条件は、メアリーの好感度をひたすら上げること。
ギャリーは精神が崩壊し、イヴは力尽きて動かなくなってしまう。外の世界を夢見ていたメアリーだったが初めてできた友達であるイヴとギャリーを見捨てることが出来ず、一度は部屋から出たものの結局二人のもとに戻ってきてしまい、二人とともにゲルテナの世界で暮らしていくことを選ぶ。三人は狂気に満ちた世界で、ゲルテナの作品たちと永遠に遊び続ける。よく見ると動かなくなった二人の薔薇は散っていない上、部屋には花瓶もある。三人一緒だが実質バッドエンド。
ある絵画の末路（ED7）
極度の精神の疲弊により心が壊れたギャリーと力尽きて動かなくなったイヴを見捨て部屋から出ていき、一人ゲルテナの世界からの脱出を試みるメアリー。だが、虚構の産物たる絵画が外に出るためのルールである「現実世界の誰かを殺す」という条件を無視して外に出たため、そのペナルティとしてメアリーは“外の世界”ではなく、誰もいない美術館に閉じ込められてしまう。
現実世界でもゲルテナの世界でもない（ただしイヴが最序盤にいた誰もいない美術館の可能性もある）、暗闇に包まれた美術館で一人ぼっちになったメアリーは泣き崩れ、最後は完全な暗闇へと変わる。メアリー視点で見たバッドエンドであり、誰も救われない結末。
なお、このエンディングはバッドエンドのひとつではあるが、本編で操作できないメアリーを唯一操作することが出来る貴重なエンディングでもある。

## 開発
作者であるkouriは本作を作ったきっかけについて「私生活で時間ができたため、前からやりたいと思っていたゲーム制作を考えた」とファミ通とのインタビューの中で述べており、仕掛けの作りやすさから美術館を舞台に選んだとしている。また、作っていて飽きないだろうという考えからホラーゲームを作ることを思い立った。
本作を制作するにあたり、kouriは最初に「どのようなゲームを作りたいのか」という方針を明確化し、大まかなストーリーや設定などを決めて、少しずつ作っていった。ホラー要素と謎解きの要素を特に重要視し、ゲームバランスに気を付けながら「他人が怖い」と思う要素を組み込み、謎解きの要素はマップの構造や美術品を利用しつつも、謎解きを楽しめるように組み込んだ。また、制作にあたり、ゲームが苦手なプレイヤーでもクリアしやすくすることも意識した。

### リメイク版の開発
本作は2012年にリリースされたが2000年発売のRPGツクール2000を用いていることから、本作が新しいパソコンで起動できないという連絡がkouriのもとに多く届くようになった。また、同時にリメイクに関する要望も多く届いていたことから、どうせやるならきちんと作り直したいと考え、リメイク版の開発に着手した。開発は2019年11月に開始し2年4か月ほどを費やしている。
リメイクにあたっては、美術品が絡まないギミックの変更や操作ガイドの表示、扉の種類の視覚的な区別などを行った。一方で、リメイク作品に新しい要素が望まれることは理解しつつも、物語の大きな改変やエンディングの追加は蛇足であるとしてあえて行っていない。

## 評価
ベクターの「新着ソフトレビュー」では、「得体の知れない恐怖に包まれている雰囲気」が印象的であり、「ジワジワと追い詰められる静かな恐怖を体験できる」作品と評されている。そして「2Dのドットグラフィックを駆使して、巧みに“怖さ”を演出している」と評価されており、「美術館内に展示されている『ゲルテナの作品』などは非常に見応えがある」とされている。
Jay is gamesでは、非日常的な恐怖感を演出した商用ゲームをも上回るフリーホラーゲームとして紹介されている。
ファミ通.comの記事では、「ドット絵からにじみ出る静かな恐怖には、どんな演出に勝るとも劣らない、本能に訴えかけてくる力がある」と評されており、また「クリアーした後に、何かを表現したくなる後味」である「世界観とストーリーの魅力」こそがヒットの理由であるとしている。
ベクターの2012年ダウンロード数年間総合ランキングでは第3位となっており、ユーザー投票イベント「人気投票2012」の決選投票では最多となる270票を獲得している。
ツクールwebのコーナー「名作図書館」では、作品のストーリー性や個性的なキャラクターが支持されて高い評価を得たとしており、「じわじわと迫って締め付けてくるような恐怖が、作りこまれたグラフィックや、計算されたタイミングの演出で実によく表現されている」と評されている。
エキサイトニュースの記事「RPGツクールで作ったゲームが2010年代日本で人気の不思議」において飯田一史は、『ゆめにっき』『青鬼』『Ib』『魔女の家』という「先駆があったおかげ」で「ホラー、ダークファンタジーが隆盛している」と述べている。
2022年12月23日から2023年1月16日にかけて電ファミニコゲーマーで実施された、ゲームファンのツイート数で競う「神ゲー・オブ・ザ・イヤー 2022」では、投票ツイートに対する平均リツイート数がもっとも多かったとして、「神リツイート賞」を受賞した。